# Opera Națională București

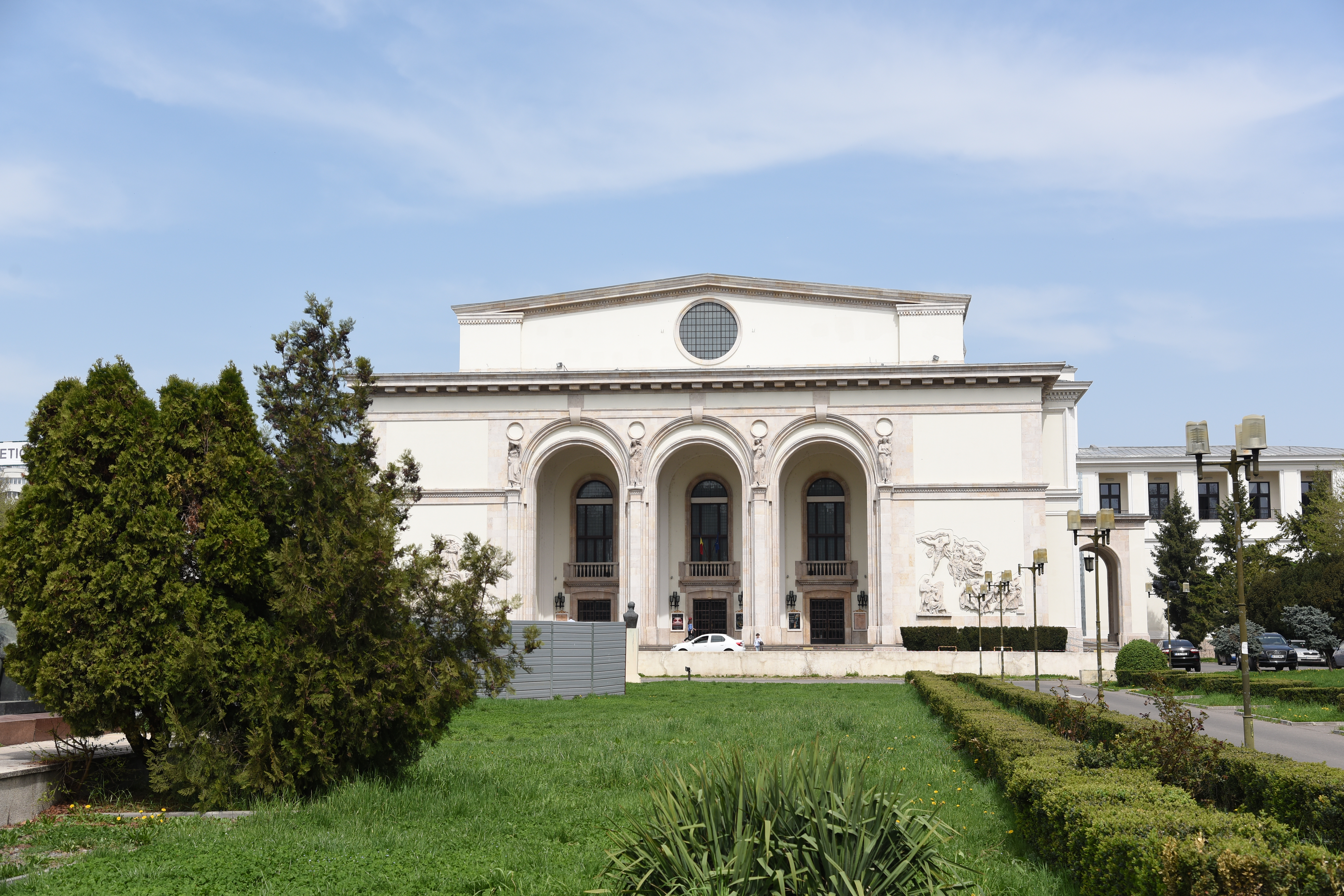
Das Opernhaus

Die Opera Națională București ist ein Opernhaus in Bukarest. Sie ist die größte der vier rumänischen Staatsopern. Sie wurde im Jahr 1919 gegründet und ist seit 1953 in einem neuen Gebäude untergebracht. Heute ist sie ein Repertoirebetrieb für Oper und Ballett, dessen aktuelles Repertoire aus über 150 Oper- und Ballettvorführungen besteht.